# Eilema hampsoni
Eilema hampsoni là một loài bướm đêm thuộc phân họ Arctiinae, họ Erebidae.